# Anton Bajec
Anton Bajec [ánton bájec], slovenski jezikoslovec, * 6. januar 1897, Polhov Gradec, † 10. junij 1985, Ljubljana.

## Življenje in delo
Rodil se je očetu učitelju Janezu in materi Filomeni (rojena Kogej).
Bajec je po študiju slavistike in romanistike opravil habilitacijo v Parizu in leta 1923 doktoriral v Ljubljani. Bil je profesor in ravnatelj ženske realne gimnazije v Ljubljani. Leta 1935 je bil med štirimi pobudniki oz. ustanovnimi člani Slovenskega slavističnega društva. Po koncu vojne je poučeval najprej na učiteljišču, nato pa je bil do leta 1962/63 predavatelj za slovenski jezik na Filozofski fakulteti v Ljubljani, od tedaj pa je  na SAZU. Bil je predsednik, oziroma sopredsednik komisije za pravopis in član glavnega uredniškega odbora Slovarja slovenskega knjižnega jezika. Bil je tudi lektor v Drami Slovenskega narodnega gledališča v Ljubljani in sourednik Slovenskega jezika, Slavistične revije ter Jezika in slovstva. Leta 1972 je postal izredni in leta 1978 redni član SAZU. Prejel je Prešernovo nagrado (1950) za znanstveno delo pri Slovenskem pravopisu ter kolektivno Kidričevo nagrado za vsebinsko zasnovo Slovarja slovenskega knjižnega jezika (1978).
Bajčevo zgodnje zanimanje za romanistiko se je kmalu umaknilo slavistiki, posebej ga je zanimalo vprašanje slovenskega knjižnega jezika. Kot član »čitnikarjev« je sodeloval pri pripravi in izdaji več Slovenskih čitank za srednjo šolo in pri Slovenski slovnici (1940) ter pri vseh njenih predelanih izdajah med letoma 1947 in 1964. Bil je tudi sestavljalec drugih učnih pripomočkov za pouk slovenščine. Sodeloval je pri Slovenskem pravopisu (1950, 1962). Je tudi soavtor Načrta pravil za novi slovenski pravopis (1981). Napisal je približno 60 člankov o knjižnem jeziku. Prevajal je iz francoščine in angleščine ter bil soavtor Italijansko-slovenskega slovarja (1941, 1971). Raziskoval je zlasti besedotvorje in objavil monografijo Besedotvorje slovenskega jezika v 4 delih (1950-1959). Zadnji dve desetletji pa se je posvetil Slovarju slovenskega knjižnega jezika.
Bajec je bil po letu 1945 na Slovenskem osrednja osebnost v raziskovanju slovenskega knjižnega jezika; zagovarjal je enoten model knjižnega jezika, zraslega iz klasičnega leposlovja, vendar pa je s skrbjo za pravilnost in lepoto pa hkrati tudi s posluhom za vse novo, ter vzgojo vrste jezikoslovcev, omogočil slovenščini organsko rast.